# پاسوالیس
پاسوالیس (به لهستانی: Pozwoł) در لیتوانی با جمعیت ۸٬۵۶۲ نفر است که در شهرستان پانه‌وژیس واقع شده‌است.

## نگارخانه

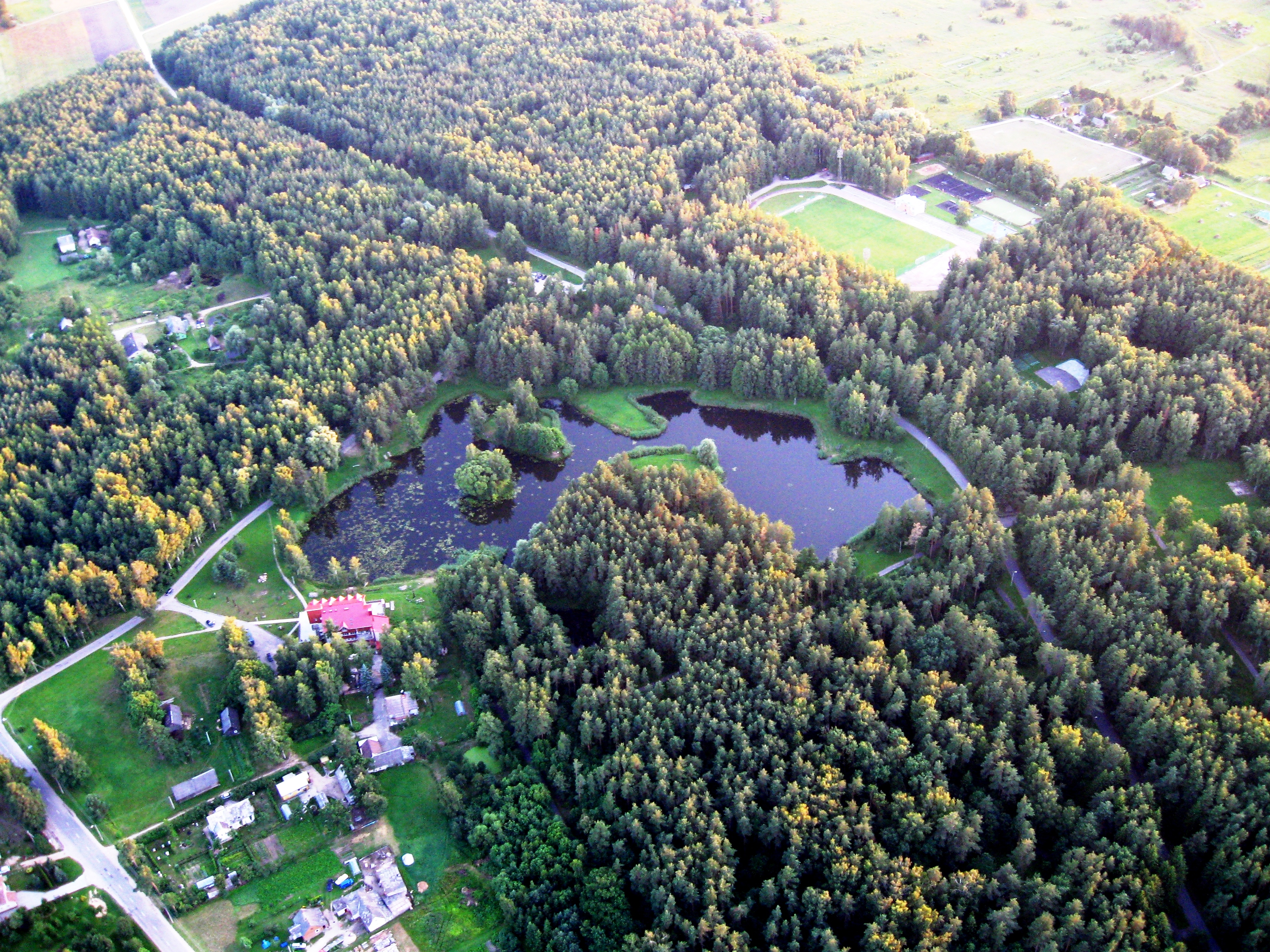
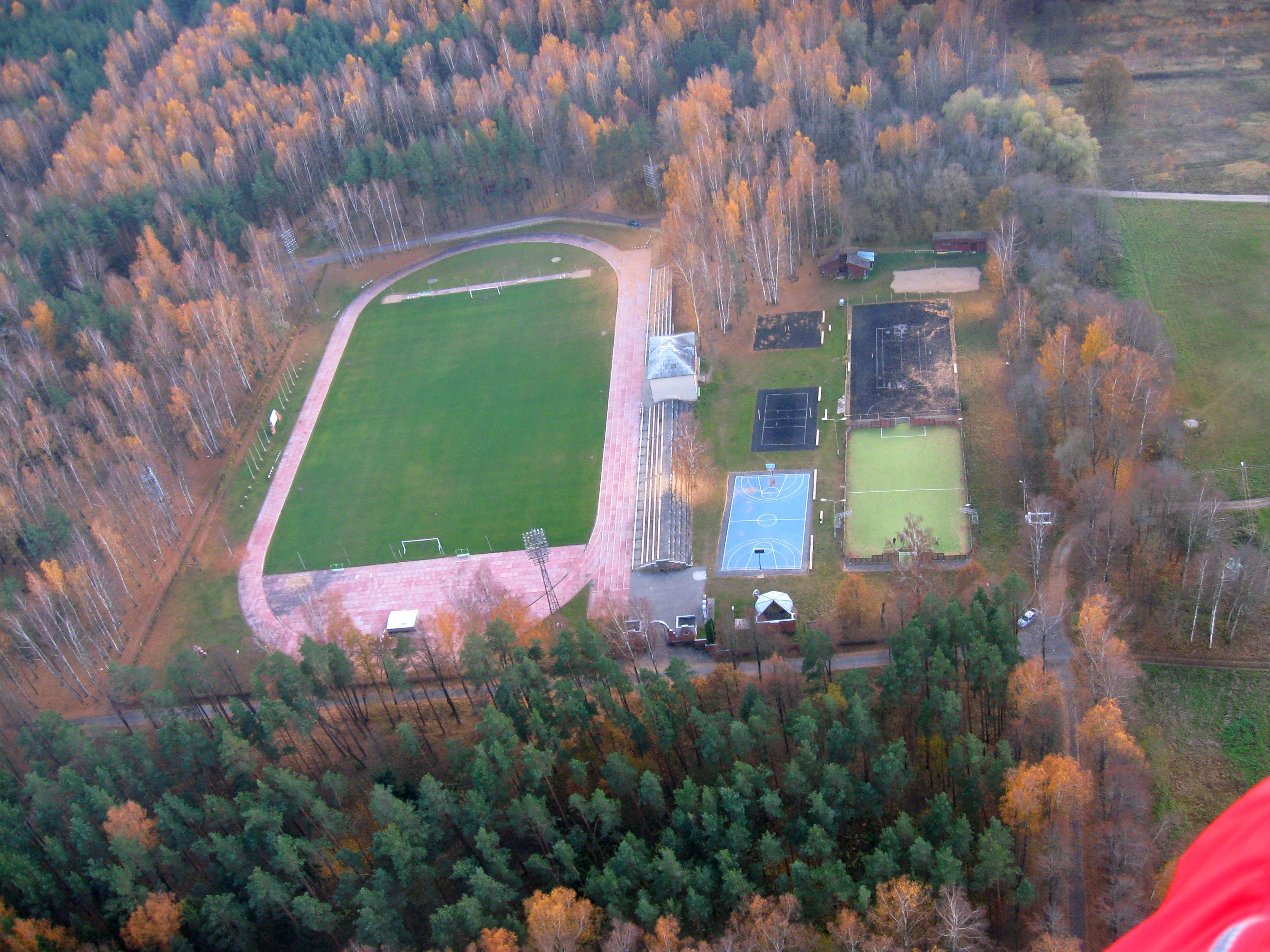
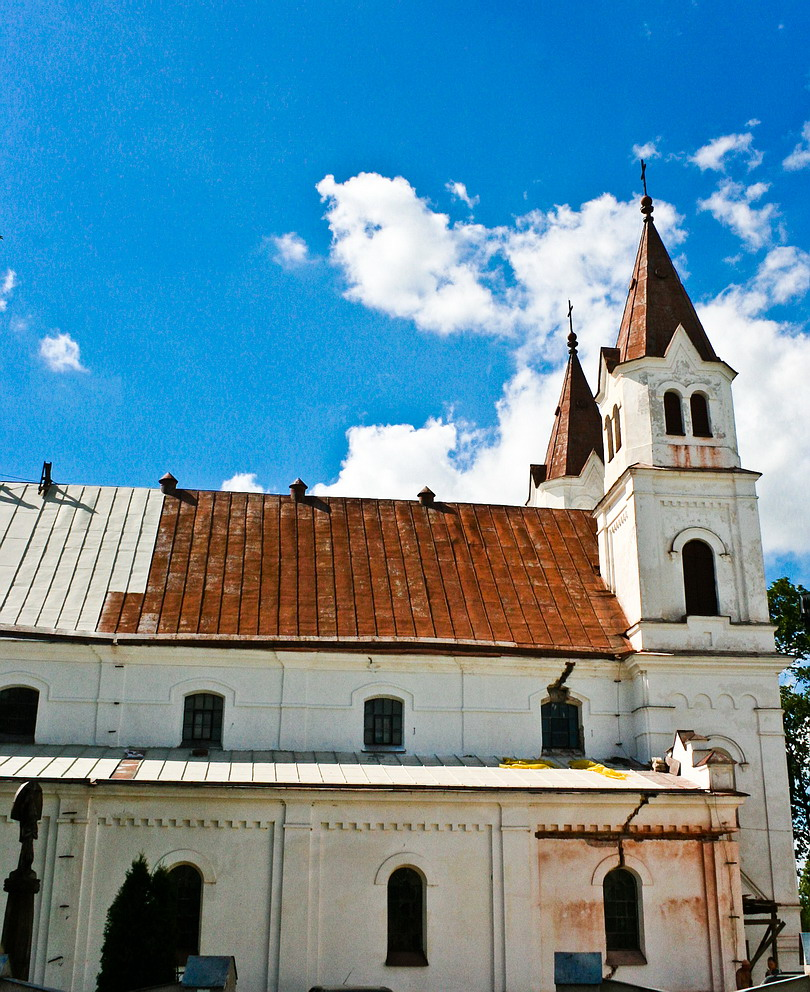
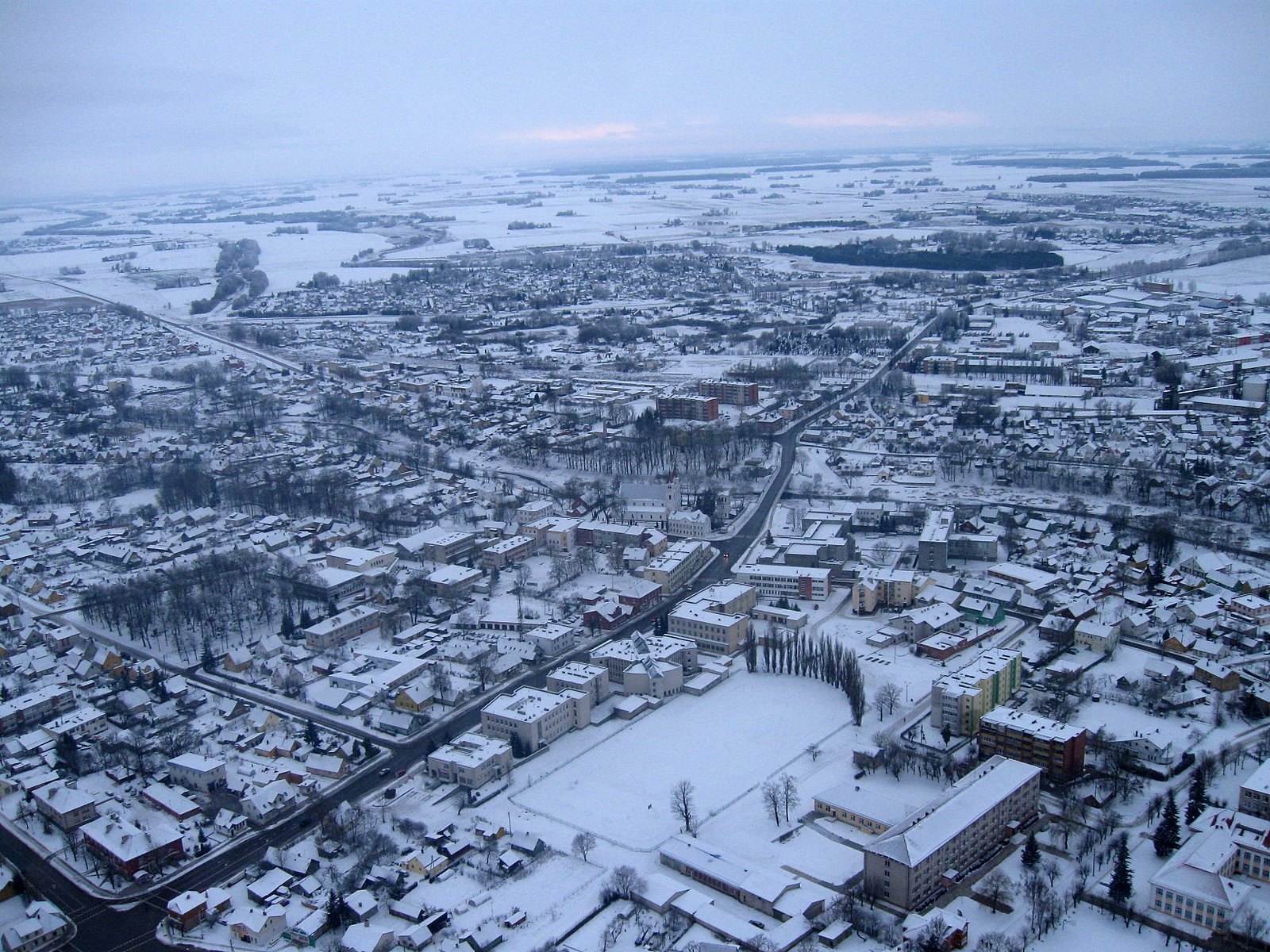